# Anri Kimura
Anri Kimura (en japonés:木村安里; 17 de agosto de 1994), es una luchadora japonesa de lucha libre. Consiguió el puesto séptimo en campeonato mundial del 2015. Ganó un medalla de oro en Campeonato Asiático de 2015.  .